# Graben Lambert
O Graben Lambert é um graben na Antártica. Ele corta a costa na Baía Prydz e contém a maior geleira no mundo, a Geleira Lambert. O graben é um rifte do Permiano que contém leitos de carvão beds. O graben tem sido correlacionado com o carvão procedente do Vale Godavari da Península indiana, anterior ao rompimento do Gondwana.